# Книга (издательство)
«Книга» — советское издательство, входившее в систему Госкомиздата СССР (Москва).

## Описание
Основано в 1964 году на базе издательства Всесоюзной книжной палаты, редакции литературы по издательскому делу, полиграфической технике и книжной торговле издательства «Искусство», редакционно-издательских отделов Государственной библиотеки СССР им. В. И. Ленина и Всесоюзной государственной библиотеки иностранной литературы.
Госкомиздатом СССР издательству был присвоен код 002.  В системе Госкомиздата СССР в 1980-х гг. издательство входило в главную редакцию общественно-политической литературы. В 1980—1990 гг. показатели издательской деятельности издательства были следующие:
|                                       | 1980   | 1985    | 1990     |
| ------------------------------------- | ------ | ------- | -------- |
| Кол-во книг и брошюр, печатных единиц | 180    | 164     | 122      |
| Тираж, млн экз.                       | 3,3101 | 4,0149  | 8,9617   |
| Печатных листов-оттисков, млн         | 25,668 | 48,2061 | 166,9905 |

Выпускало литературу по издательскому делу, книговедению, библиофильству, художественно-графическому оформлению изданий, полиграфии, книжной торговле, библиотечному делу, библиографии, а также библиографическую периодику, журналы, информационно-рекламные издания. Издавало каталожные и аннотированные карточки, научно-информационные издания Информпечати.

## Книжные серии
- Альманах библиофила
- Деятели книги
- Писатели о писателях
- Советские писатели - детям
- Судьбы книг
- Из литературного наследия
- Время и судьбы (и другие)

Журналы
- «В мире книг»
- «Полиграфия»
- «Библиотекарь»
- «Советская библиография»
- «Журнал ЮНЕСКО по информатике, библиотечному делу и архивоведению»

Газеты
- «Книжное обозрение»
- Книготорговый бюллетень

В издательстве на протяжении многих лет работали, в частности, Аркадий Мильчин и Эдварда Кузьмина. Книжную продукцию издательства на заключительном этапе его деятельности, в 1980-е годы, отличал неповторимый стиль оформления, созданный главным художником «Книги» Аркадием Троянкером.